# High Capacity Pumping Modules
Das Einsatzmodul High Capacity Pumping (HCP) ist eine im Rahmen des EU-Gemeinschaftsverfahrens zur Abwehr von Hochwasserkatastrophen gebildete Einheit.

## Aufgabenspektrum
- Pump- und Lenzarbeiten bei Hochwassersituationen.
- Transport von Löschwasser über lange Strecken z. B. bei Waldbränden.
- Aufbau einer Wasserversorgung über große Strecken und Höhen.

## Kapazität und Technik
Zur Ausstattung gehören Hochleistungspumpen mit einer Förderleistung von bis zu 15.000 Litern pro Minute. Zusätzlich muss eine Förderstrecke von bis zu 1000 m überwunden werden können.
Ein HCP Modul ist 12 Stunden nach Alarmierung einsatzbereit. Voraussetzung ist, dass diese Arbeiten auch unter schwierigen Umständen autark zuverlässig erledigt werden können.

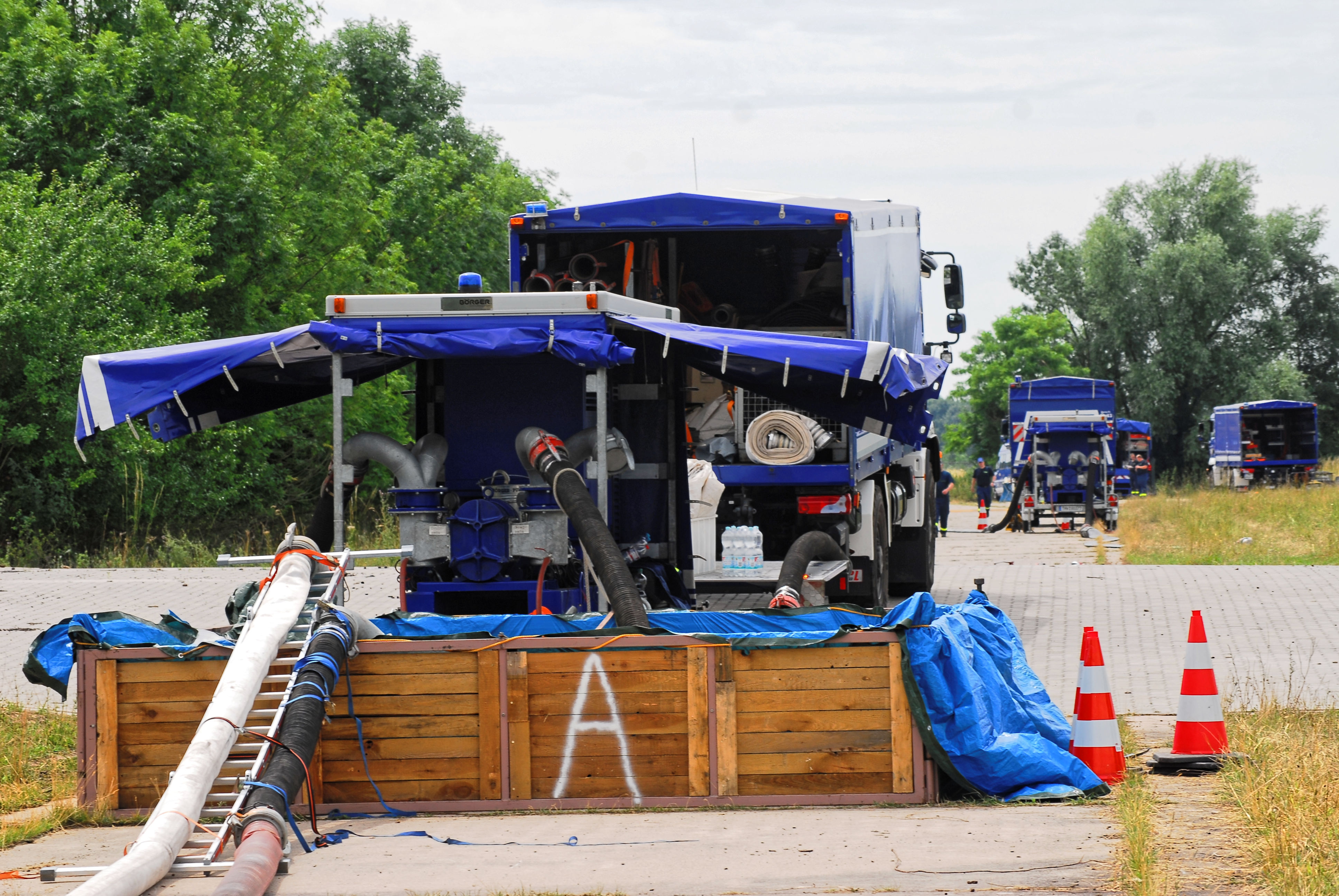
THW-Großpumpe des Ortsverbandes Elmshorn mit 10000 l Behelfsbecken vom Ortsverband Demmin.

Die Einsatzkräfte im HCP Modul werden durch die Einsatzausrüstung der teilnehmenden Ortsverbände des Technischen Hilfswerks unterstützt.
Dabei sind die jeweils in einem Modul stationierten Großpumpen zusätzlich den Fachgruppen Wasserschaden / Pumpen angegliedert, aus den in der Regel auch die Einsatzkräfte stammen.
Ein Modul setzt sich aus einer Hochleistungspumpe mit 15.000 l/min, sowie zwei Großpumpen mit 5.000 – 6.000 l/min und diversem Schlauchmaterial in den Größen „F“ und „G“ zusammen.
Die Havariepumpen sind auf Tandemanhänger verladene Kanalradpumpen der Herstellerfirma DIA (DIA Pumpe mit 15.000 l/min) die mit einem leistungsstarken Dieselmotor angetrieben werden. Die Großpumpen stammen vom Hersteller Börger (Börger Drehkolbenpumpe mit 5.000 l/min) oder Erkrath (Hannibal Pumpe mit 6.000 l/min), diese ist eine selbstansaugende Kanalrad-Kreiselpumpen und auf zweiachsigen Tandemanhängern verladen. Die Pumpen können durch die Transportfähigkeit direkt an die Einsatzstelle verbracht werden, ihre Leistung ist ausreichend, um das Transportgut Wasser über mehrere Kilometer von der Einsatzstelle wegzupumpen.

## Personal
- Der Teamleader HCP leitet des Einsatzes des HCP-Modules vor Ort
- Der Chief of Operation HCP leiten und Koordinieren der Umsetzung des Auftrages in technischer Hinsicht
- Der Logistics Expert HCP ist zuständig für die Bereiche Materialbeschaffung und -verwaltung sowie Lagerverwaltung. Zusätzlich Wahrnehmung der Funktion des Campleiters sowie anfallender administrativer Aufgaben.
- Der Electrical Expert HCP ist zuständig für die Durchführung der technischen Einsatzaufgaben im Bereich Elektro.
- Die drei Pumping Experts HCP (vorrangig aus der FGr WP) sind zuständig für die technischen Einsatzaufgaben im Bereich Pumpen.
- Die drei Mechanical Experts HCP sind zuständig für die Durchführung der technischen Einsatzaufgaben im Bereich Hydraulik / Mechanik.

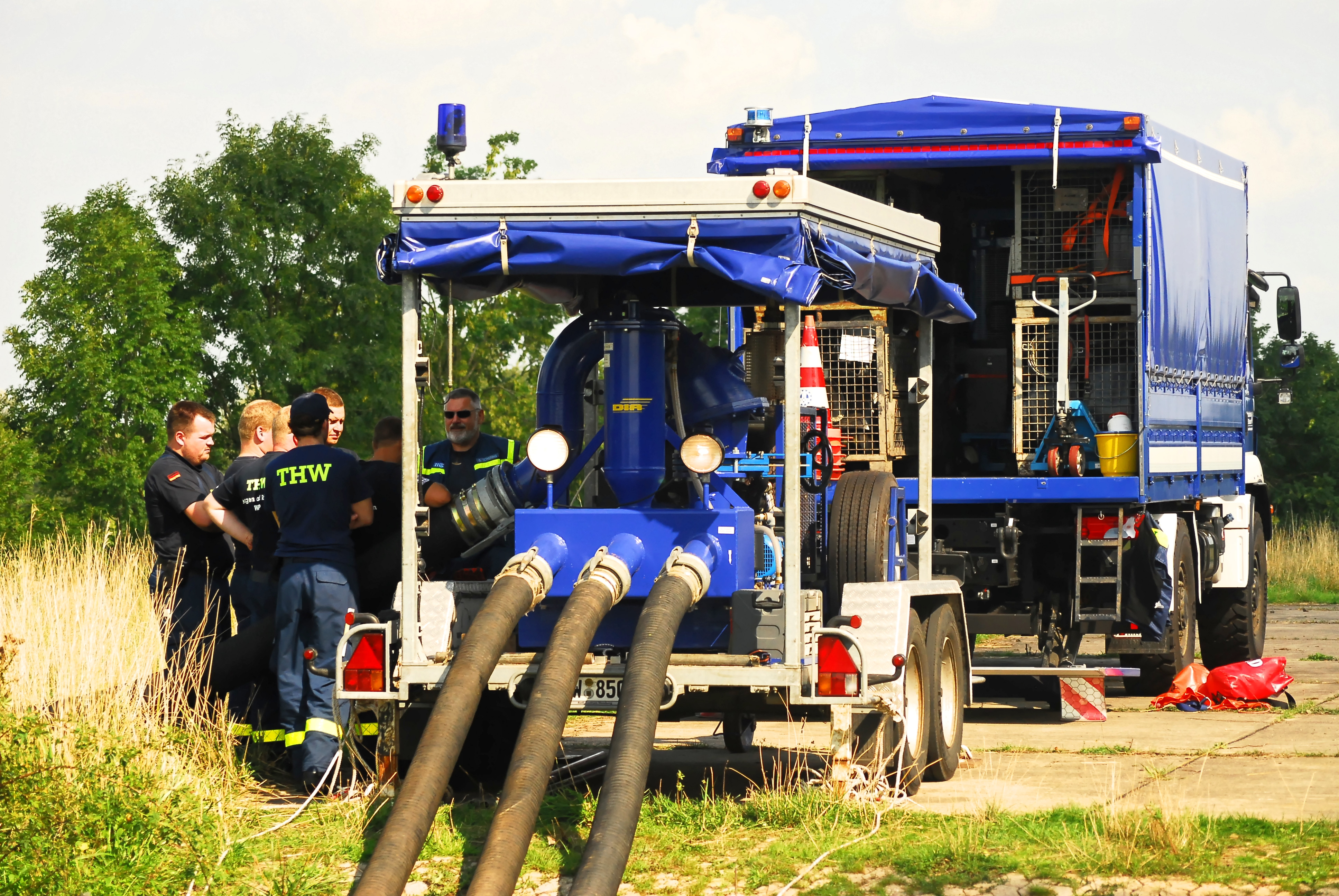
Havariepumpe DIA AVS 650-TS mit einer Förderleistung von 15.000 L/min.

### Weitere Rollen
- Medical Officer (Arzt) Sicherstellung der medizinischen Versorgung der Einheiten.
- Paramedic (Rettungsassistent) Sicherstellung der sanitätsdienstlichen Grundversorgung der Einheiten.
- Firefighter (Feuerwehrangehöriger) Unterstützung mit spezifischem Fachwissen bei der Wasserbereitstellung und Wasserförderung bei Brandeinsätzen des HCP-Moduls
- Cook (Koch) Zuständig für die Herstellung der Gemeinschaftsverpflegung

## Geschichte
Die deutsche Einheit nahm an den Übungen FloodEx im Jahr 2009 in den Niederlanden und EU Cromodex 2014 in Kroatien teil.
Zum Einsatz kamen die Einheiten insbesondere beim Hochwasser in Polen Juni/Juli 2010, dem Hochwasser in Moldova August/September 2010, dem Hochwasser in Serbien/Bosnien und Herzegowina im Mai 2014.

## Einheiten

### Deutschland
Gestellt wird diese Einheit in Deutschland durch die Bundesanstalt Technisches Hilfswerk (THW). Das Modul ist zur Hilfeleistung innerhalb der EU, bei entsprechend vorliegenden Voraussetzungen auch außerhalb der EU für EU-Hilfeleistungen, einsetzbar. Derzeit gibt es acht dieser Module bundesweit. Das Material wird durch den Zusammenschluss von THW-Fachgruppen Wasserschaden/Pumpen gestellt.
Im Zuge des EU-Gemeinschaftsverfahrens hat jeder Landesverband der Bundesanstalt Technisches Hilfswerk den Auftrag von der THW-Leitung erhalten, ein High Capacity Pumping-Modul zu stellen. Der offizielle Start war im Dezember 2009 durch den Länderverband Sachsen/Thüringen.

### Balt Flood Combat
In Estland wird die Einheit durch das Estonian Rescue Board, in Lettland durch den Latvian Fire and Rescue Service und in Litauen durch Lithuanian Fire and Rescue Department gestellt.